# 努內茲角

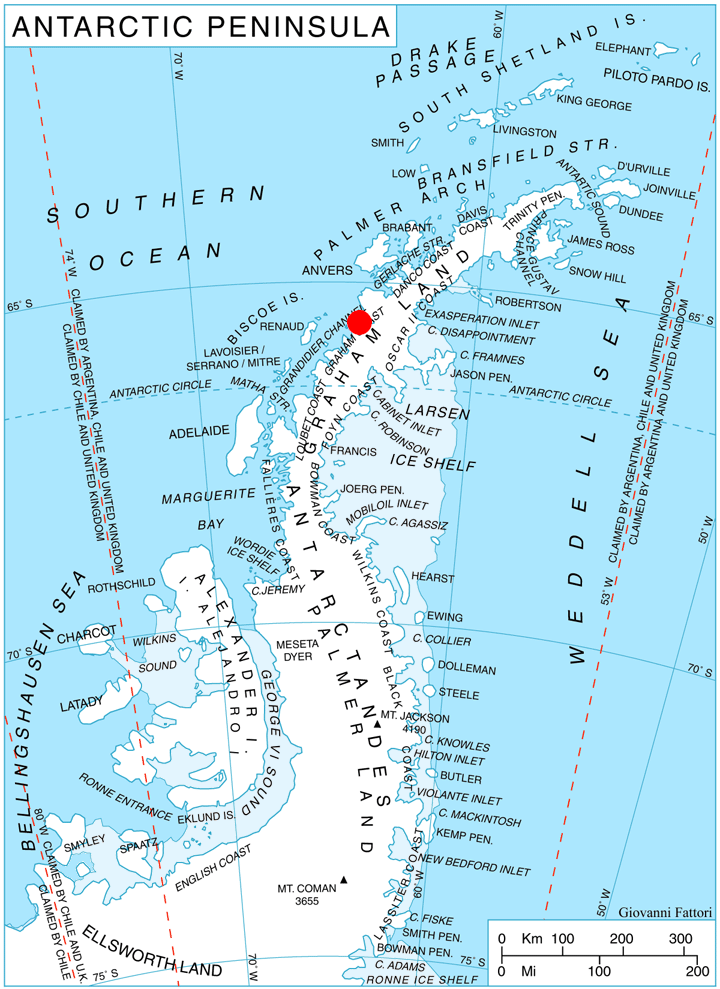

努內茲角（英語：Nuñez Point）是南極洲的海岬，位於葛拉漢地的巴里森半島，由法國探險隊發現，以阿根廷海軍上將命名，現時由南極條約體系管理。

## 外部連結
- SCAR Composite Gazetteer of Antarctica（页面存档备份，存于）.

65°33′S 64°15′W / 65.550°S 64.250°W